# Напівдосконале число
Напівдоскона́ле число́ - натуральне число, сума всіх або деяких власних дільників якого рівна самому числу. Список перших декількох напівдосконалих чисел: 
6, 12, 18, 20, 24, 28, 30, 36, 40, . послідовність A005835 з Онлайн енциклопедії послідовностей цілих чисел, OEIS
Найменшим непарним напівдосконалим числом є 945.
Якщо серед власних дільників напівдосконалого числа немає напівдосконалих чисел, таке число називається примітивним напівдосконалим числом.

## Деякі властивості
- Довільне досконале число є напівдосконалим числом.
- Довільне напівдосконале число є або надлишковим, або досконалим числом.
- Будь-яке число, кратне напівдосконалому числу, також є напівдосконалим.
- Якщо k — натуральне число, а p — просте число, причому 2k < p < 2k+1, то 2kp — напівдосконале число. Зокрема будь-яке число виду 2m-1(2m-1)  є напівдосконалим. Воно є також досконалим, якщо 2m-1 є числом Мерсенна.